# Cerje (okręg niszawski)
Cerje (cyr. Церје) – wieś w Serbii, w okręgu niszawskim, w mieście Nisz. W 2011 roku liczyła 212 mieszkańców.